# Канадский олимпийский отбор по кёрлингу среди смешанных пар
Канадский олимпийский отбор по кёрлингу для смешанных пар (англ. Canad Inns Canadian Mixed Doubles Trials) — соревнование канадских смешанных пар по кёрлингу, которое проводится раз в четыре года, в год, предшествующий зимним Олимпийским играм. Турнир проводится с 2018 года для определения представителей Канады на зимних Олимпийских играх.
Члены мужской и женской олимпийских команд Канады по кёрлингу не имеют права участвовать в канадских отборочных соревнованиях среди смешанных пар. Если игрок смешанной парной команды квалифицировался на эту же Олимпиаду в составе мужской или женской команды, он должен быть заменен.

## Победители
| Год  | Город (провинция)           | Золото | Серебро | Бронза | Место на Олимпийских играх |
| ---- | --------------------------- | --- | --- | --- | -------------------------- |
| 2018 | Портидж-ла-Прери (Манитоба) | Кейтлин Лоус / Джон Моррис                                                                                                  | Валери Свитинг / Брэд Гушу                                                                                                  | Джоселин Петерман / Бретт Галлант                                                                                           | 1                          |
| 2022 | Портидж-ла-Прери (Манитоба) | Отменен ввиду пандемии COVID-19 · Рейчел Хоман / Джон Моррис выбраны Ассоциациацией кёрлинга Канады для участия в Олимпиаде | Отменен ввиду пандемии COVID-19 · Рейчел Хоман / Джон Моррис выбраны Ассоциациацией кёрлинга Канады для участия в Олимпиаде | Отменен ввиду пандемии COVID-19 · Рейчел Хоман / Джон Моррис выбраны Ассоциациацией кёрлинга Канады для участия в Олимпиаде | 5                          |
| 2025 | Ливерпуль (Новая Шотландия) | Джоселин Петерман / Бретт Галлант                                                                                           | Рейчел Хоман / Брендан Боттчер                                                                                              | Лиза Уигл / Джон Эппинг | ...                        |